# Dicranomyia (Dicranomyia) diversigladia
Dicranomyia (Dicranomyia) diversigladia is een tweevleugelige uit de familie steltmuggen (Limoniidae). De soort komt voor in het Neotropisch gebied.